# Septima
Septima eller septim, (latin septimus, "sjunde"), musikterm som betecknar den sjunde tonen i en diatonisk skala. Septiman är framför allt vanlig som inledningston till grundtonen (stor septima) eller som färgning i ett dominantseptimackord (liten septima).

## Exempel i C-dur
Ett C-durackord med en stor septima skrivs som "CM7" (inte att förväxlas med "Cm7" som innebär ett c-mollackord med en liten septima) eller "Cmaj7" och består av tonerna C, E, G och B.
C-dur med en liten septima skrivs C7 och består av tonerna C, E, G och B♭.
En förminskad septim klingar som en stor sext och ett C-durackord med en förminskad septima skrivs C6 och består av tonerna C, E, G och A (eg. B𝄫), samma toner som i Am7, men i C6 är C bastonen, medan A är bastonen i Am7.

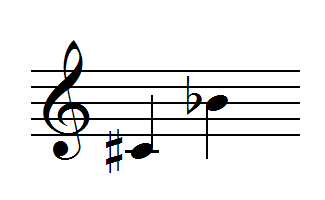
Förminskad septima